# Enoplida
Los enóplidos (Enoplida) son un orden de nematodos de la clase Adenophorea. Viven en ambientes marinos y de agua salobre. Son carnívoros o se alimentan de diatomeas y algas.
Su nombre proviene del griego “enoplos” que significa armado, los enóplidos poseen
cavidades bucales amplias y en la mayoría de los casos con dientes de gran
tamaño. La característica distintiva de este grupo es la presencia de metanemas
unos receptores subcuticulares recientemente descubiertos (Lorenzen, 1978). La
cutícula es lisa o ligeramente estriada. Los sensilla labiales son papiliformes o
setiformes y cortos.Los sensilia cefálicos son generalmente setiformes y en algunos
géneros son articulados como en Bathylaimus y Tripyloides. La región labial se
divide en tres. Al menos una glándula faríngea tiene una apertura en cada uno de
los sectores de la faringe o cerca de la cavidad bucal. Los ovarios son siempre
opuestos, hay dos ovarios o dos testículos, los cuales se encuentran en dirección
contraria. La mayoría de los taxa en Enoplida son marinos y únicamente unas pocas
especies son de agua dulce. 

## Taxonomía
Los enóplidos incluyen las siguientes superfamilias y familias:
Superfamilia Enoploidea
Familia Anoplostomatidae
Familia Anticomidae
Familia Enoplidae
Familia Lauratonematidae
Familia Leptosomatidae
Familia Phanodermatidae
Familia Thoracostomopsidae
Superfamilia Oxystominoidea
Familia Oxystominidae
Familia Paroxystominidae
Superfamilia Oncholaimoidea
Familia Oncholaimidae
Familia Eurystominidae
Familia Symplocostomatidae
Superfamilia Tripyloidea
Familia Tripylidae
Familia Prismatolaimidae
Superfamilia Ironoidea
Familia Ironidae
Incertae sedis
Familia Onchulidae
Familia Tobrilidae
Familia Anticomidae
Familia Rhabdodemaniidae
Familia Synochidae
Familia Trefusiidae
Familia Triodontolaimidae